# System 7
System 7 ist ein Betriebssystem von Apple und wurde am 13. Mai 1991 veröffentlicht. Es stammt direkt von der Macintosh System Software ab, wie sie auf dem ersten Apple Macintosh 1984 das erste Mal vorgestellt wurde. Die „System Software“ Version 7 folgt auf System 6 (auch „Macintosh System Software 6“) und ist die erste Version, die ab Januar 1997, mit Version 7.6, den Namen Mac OS trug. Retronym wird daher auch System 7 oft als Mac OS 7 bezeichnet, obwohl dies erst ab Version 7.6 korrekt ist.
System 7 ist das einzige Macintosh-Betriebssystem, das jemals für Nicht-Apple-Computer, „Macintosh-Klone,“ lizenziert wurde. Das Nachfolgebetriebssystem Mac OS 8 erschien am 26. Juli 1997.
Im Projekt „Star Trek“ wurde System 7.1 von Apple und Novell auf IBM-kompatible PCs portiert, jedoch nicht vermarktet.

## Entwicklung
Die ersten Ideen für System 7 entstanden bereits mit dem Fertigstellen von System 6. Im März 1988 trafen sich Entwickler und Manager zu einem Brainstorming zur zukünftigen Betriebssystemstrategie. Dabei wurden alle Ideen für das auf dem aktuellen Macintosh System aufbauende Betriebssystem auf blaue Karteikarten geschrieben. Daraus wurde im „Blue Project“ (deutsch: „blaues Projekt“) schließlich System 7. Das Entwicklerteam selbst wurde ebenfalls mit der Farbe Blau assoziiert: sie hießen „Blue Meanies“, eine ironische Anspielung auf die „Blau-Miesen“, die bösen Wesen in dem Beatles-Film Yellow Submarine.

## System 7.0
System 7 erschien im Juni 1991 und ist wie die vorhergehenden Versionen der Macintosh System Software ein reines Einbenutzersystem, das für Macintoshs mit 68k-Prozessor entwickelt wurde. Im Vergleich zu vorherigen Versionen wurde nun eine Festplatte notwendig, da das Betriebssystem nicht mehr auf einer Diskette Platz fand. Es benötigt mindestens 2 MB Arbeitsspeicher (rund 1,2 MB mehr als noch System 6).
Offiziell unterstützt werden die Macintosh-Modelle Macintosh Plus, SE, SE/30, Classic, Portable, die gesamte Macintosh-II-Reihe (II, IIx, IIcx, IIci, IIfx, IIsi) sowie Macintosh LC und LC II. Mit System 7.0.1 kam Unterstützung für den Macintosh Classic II, die Quadra-Modelle 500 und 900/950 sowie für die PowerBooks 100, 140, 145, 145B und 170 hinzu.
Zu den Neuerungen von System 7 zählen die 32-Bit-Adressierung auf Macintosh-Modellen mit Motorola-68020-, 68030- oder 68040-Prozessor, wodurch die Begrenzung auf 8 MB Arbeitsspeicher wegfiel, kooperatives Multitasking, Balloon Help, Virtuelle Speicherverwaltung, QuickDraw 3D, TrueType-Unterstützung und TCP/IP.
Auf Macintosh-Computern mit ROM, der nur 24-Bit-Adressierung unterstützt, bleibt auch System 7 (wie auch bei Modellen mit Motorola-68000-Prozessor) weiterhin auf 24-Bits und somit auf maximal 8 MB Arbeitsspeicher beschränkt. Für einige Macs, mit sogenanntem „32-bit dirty ROM,“ war es mit der Software MODE32 von Connectix dennoch möglich, den 32-Bit-Adressierungsmodus zu nutzen. Nach Protesten von Nutzern wurde MODE32 von Apple lizenziert und gratis für folgende Macintosh-Modelle zur Verfügung gestellt: Macintosh II, IIx, IIcx und SE/30. Alle früheren Macs blieben auf 8 MB Arbeitsspeicher begrenzt, alle neueren Macs boten bereits einen ROM, mit dem 32-Bit-Speicherzugriff von Haus aus funktionierte (englisch 32-bit clean ROM).
Zur Wahrung der Kompatibilität kann jedoch auch bei System 7 der virtuelle Speicher und die 32-Bit-Adressierung deaktiviert werden. Nach einem Neustart läuft System 7 dann im 24-Bit-Modus, was manche ältere Macintosh-Programmen zur Mitarbeit bewegt. Da jedoch der Kernel neu programmiert wurde, laufen all jene Applikationen nicht, die undokumentierte Funktionen der Macintosh System Software verwenden, die bis System 6 noch vorhanden waren. Die meisten Software-Hersteller haben jedoch aktualisierte Versionen ihrer Programme bereitgestellt, sodass derartige Kompatibilitätsprobleme nur sehr wenige Macintosh-Programme betrafen.
System 7.0 wies einen Fehler auf, der Ordner verschwinden ließ (englisch disappearing folders bug). Dieser Fehler ist mit der Tune-Up-Aktualisierung bereinigt.
System 7.0.1 wird von Apple unentgeltlich zum Herunterladen zur Verfügung gestellt.

## System 7.1 und System 7 Pro
System 7.1 war das erste Macintosh-Betriebssystem, das nicht mehr gratis angeboten wurde: In Nordamerika kostete es 79 US-Dollar, wenn man es direkt bei Apple bestellte. Zusätzlich gab es erstmals eine Standard-Variante und eine Pro-Variante mit zusätzlicher Software.
Die Neuerungen von System 7.1 sind vor allem technischer Natur. In den neuen Ordner „Zeichensätze,“ der sich im System-Ordner befindet, werden Schriften bei der Installation nun in ihrem Ursprungszustand abgelegt. Über sogenannte System Enabler kann das Betriebssystem für neuere Macintosh-Modelle kompatibel gemacht werden. Diese waren entweder beim jeweiligen Macintosh-Modell vorinstalliert oder sie waren für spezifische Modelle bei Apple gratis herunterladbar. Neben „System Enabler“ ist auch „PowerPC Enabler“ und „PowerBook Enabler“ gebräuchlich, etwa der „PowerBook 150 Enabler“ für System 7.1 auf dem PowerBook 150. Um eine Installation für ein bestimmtes Modell kompatibel zu machen, muss daher nur die Enabler-Datei aus dem System-Verzeichnis einer bestehenden (vorherigen) Installation auf die Neuinstallation transferiert oder der gratis heruntergeladene Enabler in das System-Verzeichnis kopiert werden. Ältere Modelle benötigen hingegen meist keinen separaten System Enabler.
System 7.1P bzw. 7.1P2 bis 7.1P6 sind Modell-spezifische Versionen für den Macintosh Performa mit zusätzlicher Software, u. a. Macintosh PC Exchange.
System 7 Pro trägt intern die Versionsnummer 7.1.1 und kam auf 12 Disketten. Es beinhaltet die ersten Versionen von AppleScript und PowerTalk (Teil des Apple Open Collaboration Environment, AOCE) sowie QuickTime. Der Finder ist in Version 7.1.3 enthalten und bietet volle Unterstützung für AppleScript. Durch die zusätzliche Software sind für System 7 Pro nun 5 MB Arbeitsspeicher Voraussetzung, für Netzwerkfunktionen sogar 8 MB.
System 7.1.2 war die erste auf PowerPC-basierten Macs lauffähige Version. Der PowerPC-Prozessor sollte die Motorola-68k-Architektur ersetzen und wurde gemeinsam mit IBM und Motorola, basierend auf IBMs POWER-Architektur, entwickelt. Sowohl IBM als auch Motorola stellten die Prozessoren her. Da das Betriebssystem jedoch bereits für den Motorola 68030 und 68040 entwickelt worden war, basierte die PowerPC-Version von System 7 auf einem Microkernel, der in einer transparenten Softwareemulation 68k-Maschinencode weiterhin ausführen konnte – mit dem Nachteil, dass diese Emulation den Geschwindigkeitsvorteil der neuen PowerPC-Prozessorarchitektur zunichtemachte.
Die letzte Aktualisierung für System 7.1 ist Version 7.1.3, die gratis von Apple heruntergeladen werden konnte.
Mit Star Trek sollte 1992 eine Portierung von System 7.1 auf die x86-Architektur (seit dem i386 eine 32-Bit-Architektur, retronym „IA-32“) realisiert werden. Das Projekt wurde jedoch 1993 zugunsten von Copland eingestellt.

## Projekt Star Trek
Novell hatte 1991 DR DOS von Digital Research übernommen und wollte es zu einem grafischen PC-Betriebssystem weiterentwickeln, das auf DOS als Betriebssystemkern und der grafischen Benutzeroberfläche GEM (bzw. ViewMAX) basierte. Da Digital Research wegen GEM jedoch bereits 1985 von Apple verklagt worden war, war dem Novell-Management sehr an einer Vermeidung einer erneuten Klage durch Apple gelegen. Deshalb trat Novell 1991 an Apple heran, um gemeinsam ein zu Windows 3.0 von Microsoft konkurrenzfähiges Betriebssystem für den IBM PC zu entwickeln. Apple seinerseits hatte bereits Mitte der 1980er Jahre mit der Idee gespielt, das eigene Betriebssystem auf den IBM PC zu portieren, dies jedoch nie umgesetzt. 1991 fand der damalige CEO von Apple, John Sculley, die Idee gut und sagte Novell zu; auch Intels CEO Andy Grove zeigte Interesse, um nicht vollständig von IBM und Microsoft (PC DOS oder MS-DOS und Windows, siehe Wintel) abhängig zu sein. So wurde ab Sommer 1992 gemeinsam an der Portierung des Apple-Betriebssystems gearbeitet. Beteiligt an dem streng geheimen Projekt mit dem Namen „Star Trek“ waren vier Novell-Entwickler und 14 Apple-Entwickler. In einem Bürogebäude in Santa Clara, gegenüber von Intel, erhielt jeder Entwickler ein eigenes Büro, einen Macintosh und einen von Intel gespendeten 486-PC.
Als Basis diente DR DOS „Panther“. Darauf aufbauend wurde System 7.1 auf die x86-Architektur und DOS portiert. Bereits nach drei Monaten, Ende 1992, war ein stabiler Prototyp fertig, der bei Apple und Novell präsentiert wurde. Bei Apple staunte man nicht schlecht, das eigene Betriebssystem auf der x86-Hardware laufen zu sehen – man war bis dahin davon ausgegangen, dass es nicht möglich wäre, das Betriebssystem ohne die im ROM eines jeden Macintosh enthaltene Macintosh Toolbox (der eigentlichen Macintosh-API) zu verwenden, und diese Toolbox hielt man für schwer portierbar. Doch das Projekt wurde abgesegnet und die Entwicklung fortgeführt. Die Anzahl der Entwickler wurde auf 50 aufgestockt.
Bei Apple waren die größten Befürworter von „Star Trek“ Vizepräsident Roger Heinen und CEO John Sculley, doch schon bald verließen beide Apple. Roger Heinen wurde 1992 von Microsoft abgeworben, und John Sculley wurde als CEO kurz darauf 1993 von Michael Spindler beerbt. Gleichzeitig war man bei Apple 1992 eine Kooperation mit IBM und Motorola zur Einführung einer neuen Prozessor-Architektur eingegangen. Mit dem auf IBMs POWER basierenden PowerPC sollte der Motorola 680x0 ersetzt werden. Der Prozessor selbst sollte sowohl von IBM als auch von Motorola gefertigt werden. Daher sah man die Sache bei Apple kritisch, auf der einen Seite ein PC-x86-Betriebssystem auf den Markt zu bringen, das auf der anderen Seite in direkter Konkurrenz zum Macintosh und damit auch zum PowerPC stehen würde.
Auch auf der PC-Seite gab es zunehmend Probleme. Einer der „Star Trek“-Entwickler, Mark Gonzales, war ursprünglich der Meinung, dass es einen profitablen Markt für ein PC-System-7 gebe, doch als man 1993 begann, das Betriebssystem diversen PC-Herstellern zu zeigen, waren diese nicht willens, für das Betriebssystem zu zahlen. Der Grund dafür war, dass die Hersteller durch einen Vertrag mit Microsoft gebunden waren, für jeden Computer, der verkauft wurde, einen gewissen Betrag an Microsoft abzuführen – egal, welches Betriebssystem tatsächlich installiert war. Die PC-Hersteller hätten somit doppelt zahlen müssen – oder Apple „Star Trek“ gratis anbieten, was den Markt für den Macintosh doppelt untergraben hätte.
Nachdem es Michael Spindler nach seinem Antritt als CEO zu seiner Aufgabe gemacht hatte, das in der Krise befindliche Apple wieder konkurrenzfähig zu machen, verordnete er dem gesamten Unternehmen ein rigoroses Sparprogramm – was im Juni 1993 schließlich auch das Ende für „Star Trek“ bedeutete.
Bei einem Treffen der Entwickler 1997 wurde das Projekt noch einmal vorgeführt: Nach ein paar Versuchen konnte „Star Trek“ auf einem PC gestartet werden. Als Begrüßung erschien der Text „Star Trek: Boldly Going Where No Mac Has Gone Before.“ – eine Anspielung auf Raumschiff Enterprise, in dessen Einleitung es heißt: „… wo noch nie ein Mensch zuvor gewesen ist“ (“ englisch where no man has gone before”). Die Entwickler waren durchwegs der Meinung, dass System 7 auf PCs eine reale Chance gehabt hätte und vermutlich noch ein Jahr vor dem großen Microsoft-Erfolg Windows 95 verfügbar gewesen wäre.

### Technische Umsetzung mit DR DOS
Um System 7.1 auf die Intel-x86-Plattform zu portieren, wurde das von Novell ein Jahr zuvor aufgekaufte DR DOS von Digital Research verwendet, das bereits stabil und inklusive Multi-Tasking auf x86-PCs lief. Dieses DR DOS „Panther“ – eine Weiterentwicklung von DR DOS 6.0 – wurde von Novells Entwicklern angepasst, während die Entwickler von Apple an der Portierung von System 7 arbeiteten. Das Apple-Betriebssystem war in Teilen hardwarenah in m68k-Assembler geschrieben, was auf Macintosh-Hardware Geschwindigkeitsvorteile und schlankere Programme bedeutete. Allerdings mussten diese Teile nun für die x86-Architektur neu geschrieben werden. Andere Teile von System 7 waren in Pascal geschrieben und mussten nur geringfügig modifiziert und neu kompiliert werden.
Auf Macintosh-Computern waren Teile des Betriebssystems im Macintosh-ROM integriert. Das war in den 1980er Jahren sinnvoll, da ROM damals billiger und schneller war als RAM. Ein zusätzlicher Vorteil war, dass das Betriebssystem ohne das ROM nicht lauffähig war, was eine Nutzung der Macintosh System Software auf anderer Hardware nahezu unmöglich machte, ohne das ROM direkt von Apple zu bekommen (zu lizenzieren). Bei der Portierung auf Intel-x86-PCs erschien es den Entwicklern jedoch als zu umständlich und zu teuer, das ROM als Hardware in den PC zu integrieren, weshalb die Funktionen der Macintosh Toolbox aus dem ROM stattdessen während des Startens von System 7 als Software in den Arbeitsspeicher geladen wurden. Eine solche Technik wurde von Apple später mit den als „New World“ (deutsch „Neue Welt“) bezeichneten Macs übernommen: der iMac von 1998 war der erste Mac, der das Macintosh-ROM und die enthaltene Toolbox aus der im klassischen Mac OS enthaltenen Datei Mac OS ROM von der Festplatte in das RAM lädt.
Durch die einfache Portierbarkeit von Pascal-Quelltext lief bereits auf dem Prototyp von „Star Trek“ neben dem Finder auch QuickDraw GX und QuickTime. Macintosh-Programme von Drittherstellern hätten jedoch auf die x86-Architektur und System 7 auf x86 angepasst werden müssen – auch hier entweder mit geringfügigen Änderungen am Quelltext bei Sprachen wie Pascal und C, jedoch mit bedeutendem Aufwand bei m68k-Assembler. Viele Hersteller nutzten schlanken und schnellen m68k-Assembler zur Optimierung und Geschwindigkeitssteigerung ihrer Macintosh-Programme.
Als Kern des Betriebssystems wurde eine Weiterentwicklung von DR DOS 6.0 genutzt, die bei Novell bereits unter dem Entwicklernamen „Panther“ vorhanden war: Kernstück war der Protected-Mode-Task-Manager „Vladivar“, der bereits Präemptives Multitasking unterstützte. „Vladivar“ war aus Multiuser DOS (von Digital Research) heraus entwickelt worden. Weiterhin unterstützte „Panther“ DPMS, Mehrbenutzer-Zugriffsrechte (Welt/Gruppe/Besitzer, ähnlich der Benutzerklassen der Unix-Dateirechte) und beinhaltete mit ViewMAX/3 eine mit Windows 3.0 vergleichbare grafische Benutzeroberfläche. Mit DR DOS „Panther“ Beta 1 vom 16. Oktober 1992 weist sich DR DOS erstmals als API-kompatibel zu PC DOS 5 aus. Über einen Systemaufruf des BDOS-Kernels lässt sich die Versionsnummer auslesen, die bei „Panther“ den Wert 1070h ausgibt: das 10h steht für Single-User-DOS und das 70h (hexadezimal, jedoch nicht als Dezimalzahl interpretiert) für die BDOS-Versionsnummer 7.0. Zum Vergleich: das fertige DR DOS 6.0 von 1991 meldete API-Kompatibilität mit IBM DOS 3.31 und Versionsnummer 1067h (Single-User, BDOS 6.7). DR DOS „Panther“ selbst blieb unveröffentlicht, allerdings flossen einige der Verbesserungen in spätere Versionen ein: ab „business update“ bzw. Patch „DRDOS493“ meldete DR DOS 6.0 Version 1071h (BDOS 7.1) und Novell DOS 7 meldete 1072h (BDOS 7.2).
Die genaue Version von DR DOS „Panther“ für „Star Trek“ ist nicht bekannt, vermutlich aber BDOS 7.0. Zu den speziellen Anpassungen für System 7.1 gehörte eine HFS- und Mac-Emulationsschicht für das FAT-Dateisystem.

## Macintosh-Klone
Ab Dezember 1994 beschloss Apple unter der Führung von CEO Michael Spindler das „Klon-Programm“: Erstmals in der Geschichte von Apple war der Konzern bereit, Lizenzen für das Macintosh-Betriebssystem zu verkaufen. Bereits in den 1980er Jahren hatte es Macintosh-Klone gegeben, diese waren aber auf den ROM eines originalen Spender-Macintosh angewiesen, da Apple das ROM allein nicht verkaufte.
Schnell etablierte sich ein Markt für Macintosh-Klone, englisch Macintosh Clones. Diese waren aber vielmehr PCs, die mit System 7 kompatibel waren, als Klone eines Macintosh, und konnten gleiche Computerleistung bei billigeren Preisen bieten. 1995 war das Jahr, in dem Microsoft mit Windows 95 alle Verkaufsrekorde brach. System 7 von Apple hingegen war trotz 32-Bit-Technik veraltet, da es immer noch nur kooperatives Multitasking und keinen Speicherschutz bot. Hatte Apple zuvor noch gehofft, die Macintosh- und System-7-Verkäufe mit Hilfe lizenzierter Klone anzukurbeln, so fischten jetzt die legalen Klone im Markt der eigenen Macintosh-Computer, und die Absätze brachen zusätzlich ein.
Firmen, die Macintosh-Klone herstellten, waren u. a. Radius, Power Computing, DayStar Digital, Umax SuperMac und Motorola StarMax.
Apples Verkaufszahlen fielen von 4,5 Millionen verkauften Macs 1995 auf 2,8 Millionen 1997. Im Januar 1996 wurde Gil Amelio neuer CEO von Apple, und Ende 1996 wurde NeXT übernommen und Steve Jobs kehrte zu Apple zurück. Jobs wurde ab Juli 1997 CEO von Apple. Er verhandelte schließlich die Lizenzzahlungen mit den Klon-Herstellern neu, was höhere Abgaben für diese bedeutete und somit den Preisvorteil der Klone gegenüber den originalen Apple-Macs wettmachte. Schließlich machte sich Steve Jobs jedoch die spezifischen Vertragsbedingungen für das Klon-Programm zunutze, die einzig System 7 lizenzierten – um das Programm zu beenden, ohne Vertragsbruch zu begehen, wurde Mac OS nicht unter der Version 7.7, sondern als Version 8.0 veröffentlicht, das von den Klon-Herstellern nicht vorinstalliert vertrieben werden durfte.
Der Markt der Macintosh-Klone beendete sich schließlich, weil die Hersteller keine Zukunft darin sahen: Sie hätten auch in Zeiten von Mac OS 8, Mac OS 8.5 und Mac OS 9 nur Systeme mit System 7 bzw. Mac OS 7 anbieten können. Wie die meisten Anwender von Macintosh-Klonen jedoch feststellten, läuft Mac OS 8 problemlos auf den meisten Klonen. Auf einigen läuft sogar Mac OS 8.5 und Mac OS 9 sowie eine gehackte Version von Mac OS X.

## Projekt Copland
Weil System 7 und System 7.1 Mitte der 1990er Jahre als unmodern galten und auch waren, wurde bei Apple an einem Nachfolgebetriebssystem mit dem Projektnamen „Copland“ gearbeitet. Zusammen mit der zweiten Phase, Projektname „Gershwin,“ war das fertige Betriebssystem als „System 8,“ später als „Mac OS 8,“ geplant.
Das Problem von System 7 war nicht nur das Fehlen von präemptivem Multitasking und Speicherschutz, vielmehr war System 7 ein reines Motorola-68k-Betriebssystem. Um überhaupt auf PowerPC-Systemen zu laufen, war ein Microkernel mit transparenter 68k-Emulationsschicht eine Lösung. Nun hatte man schnelle PowerPC-Macintosh-Modelle herausgebracht, doch fühlten sich diese mit System 7.1.2 und neuer nicht viel schneller an als die Vorgänger mit 68k-Prozessor, weil die notwendige Emulation die schnellere Ausführungsgeschwindigkeit zunichtemachte.
System 7 hätte von Grund auf neu für die PowerPC-Architektur geschrieben werden müssen, was jedoch einige Jahre in Anspruch genommen hätte. Weil man dann immer noch kein echtes Multitasking und keinen Speicherschutz gehabt hätte, ging man bei Apple stattdessen an die Entwicklung eines Nachfolgebetriebssystems: Copland (+ Gershwin) = System 8.
Im März 1994 wurde begonnen, an Copland zu arbeiten. 1996 hätte das fertige Betriebssystem erscheinen sollen. Als Copland („Mac OS 8,“ nicht identisch mit dem späteren Mac OS 8) 1997 immer noch nicht fertig war, wurde das Projekt abgebrochen. Einige der für Copland gedachten Erweiterungen (OpenDoc, QuickDraw GX) wurden vorbereitend bereits in System 7.5 aufgenommen. Teile aus Copland wurden nach dem Ende des Projekts in Mac OS 7.6, Mac OS 8 und neuer integriert, doch der Kernel und die Kernarchitektur blieben zunächst unverändert.

## System 7.5
System 7.5 wurde wieder gratis von Apple angeboten, bzw. für einen kleineren Kostenaufwand von 35 US-Dollar konnte man Disketten direkt bei Apple bestellen. Das Konzept von Standard- und Pro-Variante, wie bei System 7.1 eingeführt, wurde fallen gelassen: alle zusätzlichen Programme aus System 7 Pro sind nun für System 7.5 verfügbar. System 7.5.3 ist gratis bei Apple herunterladbar. 2013 verschwanden allerdings die Verzeichnis-Listings, sodass man nun den genauen Link wissen muss, um die Diskettenabbilder herunterzuladen.
Zu den Neuerungen zählen die interaktive Hilfe „Apple Guide,“ „Desktop Printing“ und der „Extensions Manager.“ Zudem enthält System 7.5 nun QuickTime 2.5, das schneller wurde und zusätzliche Codecs bietet. Mit OpenTransport wurde eine verbesserte Netzwerksoftware eingeführt, die MacTCP ersetzen sollte. Weitere Verbesserungen betreffen den Finder, der nun bei unbekannten Dateitypen eine geeignete Anwendung finden kann („Macintosh Easy Open“), einen verbesserten „Sound Manager,“ verbessertes Drag-and-Drop („Macintosh Drag and Drop“) und integrierte CD-ROM-Unterstützung (was die Installation zusätzlicher Treiber unnötig macht). Erstmals ist auch ColorSync enthalten.
Verbessert wurde auch die Motorola-68k-Emulation, die ab System 7.5 schneller sein soll. Allerdings kommen alle neuen Funktionen zu einem Preis: das System belegt jetzt bereits fast 3 MB RAM nach dem Hochfahren. Sind zusätzliche Aktualisierungen und Applikationen installiert, kommt man schnell auf 4 MB belegten Arbeitsspeicher allein nur durch das Betriebssystem. Auch auf der Festplatte belegt eine Vollinstallation inklusive zusätzlicher Applikationen und Treiber 200 MB.
Als System 7.5 veröffentlicht wurde, war die Entwicklung von Copland in vollem Gange. Es ist also nicht verwunderlich, dass Technologien, die eigentlich für Copland entwickelt wurden, auch in System 7.5 Einzug hielten: OpenDoc und QuickDraw GX.
Ab System 7.5.1 wird im Startbildschirm statt des altbekannten Happy-Mac- das neue Mac-OS-Logo verwendet.
System 7.5.3 Revision 2 inkl. System-Update 2.0 wird von Apple unentgeltlich zum Herunterladen zur Verfügung gestellt.

## Mac OS 7.6
Ab Version 7.6 (Januar 1997) wurde das Betriebssystem offiziell in Mac OS umbenannt. Der Grund für diese Änderung waren lizenzierte Macintosh-Klone, auf denen durch die Namensänderung offensichtlicher als bisher auf Macintosh und Apple hingewiesen werden sollte.
Wie zuvor schon System 7.1 wurde auch Mac OS 7.6 nicht mehr gratis angeboten. Es kostete bei Apple in Nordamerika 99 US-Dollar.
Mac OS 7.6 benötigt einen 32-Bit-Mac mit mindestens einem Motorola-68030-Prozessor, 8 MB Arbeitsspeicher und 70 MB freien Festplattenspeicherplatz, empfohlen sind 16 MB Arbeitsspeicher und 120 MB freier Speicherplatz auf der Festplatte.
Im Gegensatz zu System 7.5.5 läuft Mac OS 7.6 nicht mehr im 24-Bit-Modus. Als direkte Folge werden Macintosh-Computer mit Motorola-68000/68020-Prozessor sowie Macs mit „24-bit dirty ROM“ nicht mehr unterstützt – auch können ältere Programme, die den 24-Bit-Adressierungsmodus voraussetzen, nicht mehr ausgeführt werden.
Als letzte Aktualisierung für System 7 erschien im April 1997 die Version 7.6.1.

## Mac OS 7.7
Den Macintosh-Klonen („Mac-Clones“) ist der Umstand geschuldet, dass Version 7.7 bereits als Mac OS 8.0 erschien: Durch den Vertrag mit Apple durfte nur System 7 auf den Klonen verkauft werden. Mit der Übernahme von NeXT Ende 1996 und dem Paradigmenwechsel innerhalb von Apple wurde das Klon-Programm eingestellt.
Es gibt eine geleakte Beta-Version von Mac OS 7.7, Codename „Speedy“, die bereits das Aussehen von Copland in Form des „Appearance Manager“ übernommen hatte. Bei Erscheinen hieß das Betriebssystem schließlich Mac OS 8.0, Codename „Tempo“. Der Name wurde bereits zuvor von Copland verwendet, das in seiner letzten Entwicklerversion als das kommende „Mac OS 8“ angekündigt wurde, jedoch nie erschien. Mac OS 8 ist daher nicht Copland, denn technisch gesehen ist Mac OS 8.0 („Tempo“, alias Mac OS 7.7 „Speedy“) der Vorversion Mac OS 7.6 sehr ähnlich. Doch führt Apple das bereits mit Mac OS 7.6 begonnene Überführen von verwertbarer Copland-Technologie in das klassische Mac OS weiter fort.

## Versionsgeschichte
| Name   | Version          | Erscheinungsdatum  | Codename                      | Bemerkungen |
| ------ | ---------------- | ------------------ | ----------------------------- | --- |
| System | 7                | Juni 1991          | Blue, Big Bang, M80, Pleiades | |
| System | 7 Tune-Up        |                    | 7-Up                          | |
| System | 7.0.1            | 21. Oktober 1991   | Road Warrior                  | spezifische Version für das PowerBook 140 |
| System | 7.0.1            | 1991               | Beta Cheese                   | |
| System | 7.1              | August 1992        | Cube-E, I Tripoli             | Ab System 7.1 erledigen System Enabler die Unterstützung neuerer Macintosh-Modelle, Tune-Up-Versionen wie noch bei den 7.0er-Versionen oder neue Sub-Versionen wie bei System 6 (6.0.1, 6.0.2 usw.) sind daher nicht mehr nötig. |
| System | 7.1 Pro          | August 1992        | Jirocho                       | Ab System 7.1 erledigen System Enabler die Unterstützung neuerer Macintosh-Modelle, Tune-Up-Versionen wie noch bei den 7.0er-Versionen oder neue Sub-Versionen wie bei System 6 (6.0.1, 6.0.2 usw.) sind daher nicht mehr nötig. |
| System | 7.1.1            |                    |                               | |
| System | 7.1.2            |                    |                               | erste PowerPC-Version |
| System | 7.1.3            | 1994               |                               | Version 7.1.3 ist die letzte Aktualisierung von System 7.1 und war als „System Update 3.0“ gratis von Apple herunterzuladen. |
| System | 7.5              | September 1994     | Mozart, Capone                | |
| System | 7.5 Update 1.0   | März 1995          | Danook                        | Mit dieser Version wurden hauptsächlich Fehler bereinigt. Nach der Anwendung des „System Update 1.0“ auf System 7.5 gibt sich dieses als System 7.5.1 aus. In dieser Version neu ist das Startup-Logo. |
| System | 7.5.1            | März 1995          | Danook                        | Mit dieser Version wurden hauptsächlich Fehler bereinigt. Nach der Anwendung des „System Update 1.0“ auf System 7.5 gibt sich dieses als System 7.5.1 aus. In dieser Version neu ist das Startup-Logo. |
| System | 7.5.2            |                    | Marconi                       | System 7.5.2 gilt als sehr instabil. Hinzu kam die Unterstützung für Macintosh-Computer mit PCI-Bus sowie die neue Netzwerkarchitektur „Open Transport“. |
| System | 7.5 Update 2.0   | Januar 1996        | Thag                          | System 7.5.3 vereinte alle modellspezifischen Versionen von System 7.5 in einem einzigen Aktualisierungspaket und beseitigte die Fehler, die die Vorversion so instabil machten. Zusätzlich wurde die transparente 68k-Emulationsschicht und der „Drag Manager“ verbessert. Nach Anwendung des „System Update 2.0“ gibt sich System 7 als Version 7.5.3 aus. |
| System | 7.5.3            | Januar 1996        | Unity                         | System 7.5.3 vereinte alle modellspezifischen Versionen von System 7.5 in einem einzigen Aktualisierungspaket und beseitigte die Fehler, die die Vorversion so instabil machten. Zusätzlich wurde die transparente 68k-Emulationsschicht und der „Drag Manager“ verbessert. Nach Anwendung des „System Update 2.0“ gibt sich System 7 als Version 7.5.3 aus. |
| System | 7.5.3 Revision 1 | 1996               | Buster                        | |
| System | 7.5.3 Revision 2 | 11. März 1996      | Son of Buster                 | Diese Version wurde auch auf CD-ROM verkauft und kann zudem gratis von Apple heruntergeladen werden. Die Aktualisierung wurde als „System 7.5 Update 2.0 Revision 2“ bezeichnet. |
| System | 7.5.4            | 1996               |                               | System 7.5.4 war eine Aktualisierung für System 7.5.3, die jedoch einen Fehler in IRTalk für Power Mac 5400 und 6400 beinhaltete und daher kurz nach ihrer Veröffentlichung wieder zugrückgezogen wurde. |
| System | 7.5.5            | 18. September 1996 |                               | System 7.5.5 ist eine freie (gratis) Aktualisierung für System 7.5 und wurde kurz nach Version 7.5.4 veröffentlicht, diesmal aber ohne Fehler im Installationspaket. Es kann nur ein bereits installiertes System 7.5.3 aktualisiert werden. |
| Mac OS | 7.6              | Januar 1997        | Harmony                       | |
| Mac OS | 7.6.1            | April 1997         | Ides of Buster                | |

Von Apple unentgeltlich zum Herunterladen erhältlich waren lange Zeit System 7.0.1 und System 7.5.3 mit der Aktualisierung auf System 7.5.5. Kostenpflichtig war System 7.1 und Mac OS 7.6, deren Aktualisierungen ebenfalls unentgeltlich erhältlich waren. Ende 2013 entfernte Apple den Verzeichniskatalog, sodass die Eingabe einer vollständig korrekten URL nötig ist. Dazu muss man allerdings sowohl die genaue HTTP-Adresse als auch die genauen Dateinamen kennen.